# D-box

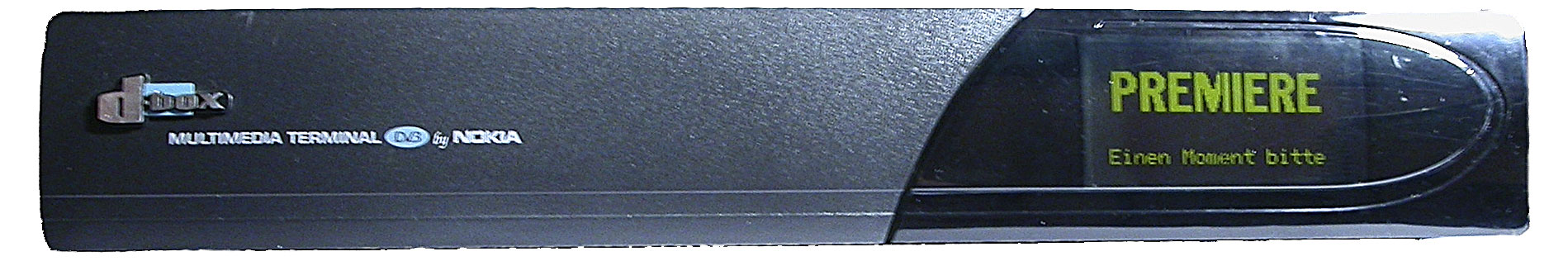
DBox-2 od firmy Nokia

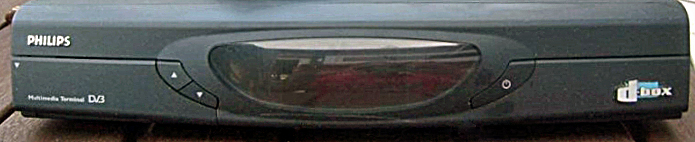
DBox-2 od firmy Philips

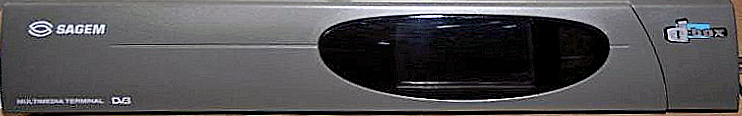
DBox-2 od firmy Sagem

D-box (DBox-1, DBox-2, apod.) je název přijímačů satelitního digitálního vysílání (DVB-S), případně kabelových set-top boxů (pro příjem DVB-C), které od roku 1996 pronajímala pro příjem vysílání DF1 (později Premiere, nyní Sky Deutschland) německá mediální skupina Kirch Group. Pro upravenou verzi přijímače DBox-2 bylo v letech 2000-1 vyvinuto uživatelské rozhraní enigma používající operační systém Linux, které od roku 2003 využívá mnoho přijímačů a set-top boxů pro digitální vysílání televize a IPTV.

## Historie
První verzi přijímače D-box, zpětně nazývanou D-box1, vyvinula firma Nokia; druhou verzi Dbox-2 firma BetaReasearch – dceřiná firma skupiny Kirch s hardware od firem Nokia, Sagem, Philips, které také zajišťovaly licenční výrobu. Přijímače DBox se vyráběly do roku 2001, v roce 2002 skupina Kirch zkrachovala, na její činnost však navázaly další firmy. Přijímače D-box byly používány také pro příjem vysílání Deutsche Telekom a ORF. Pro Dbox-2 licence na výrobu (pro Philips a Sagem). Přijímače nejdříve pronajímány, pak prodávány (i po krachu Kirch Group). Existovaly i varianty pro příjem kabelové televize.

## Hardware

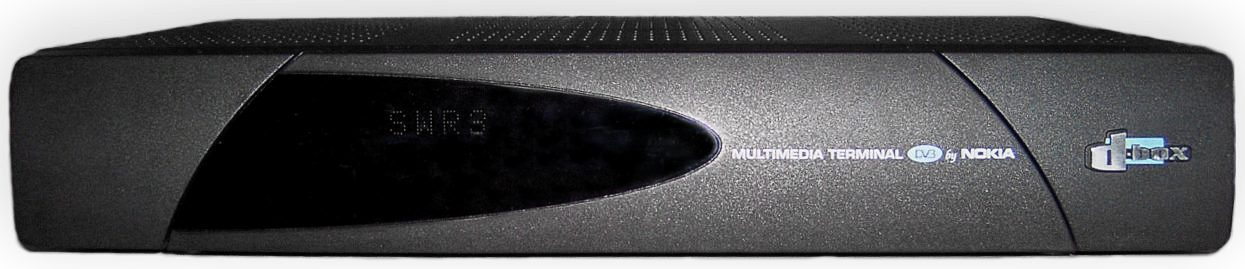
d-box 1 firmy Nokia

Přijímač DBox-1 měl následující rozhraní:
- SCSI-2 pro připojení CD-ROM jednotky, digitálního videorekordéru nebo počítače
- Modem V.22bis (1200-2400 bit/s) s konektorem RJ-12 (pro funkci Pay-per-view)
- 3x konektor SCART pro připojení televizoru, videorekordéru, analogového satelitního přijímače a DVD přehrávače
- Sériové rozhraní RS-232 pro připojení počítače nebo tiskárny
- Anténní konektor

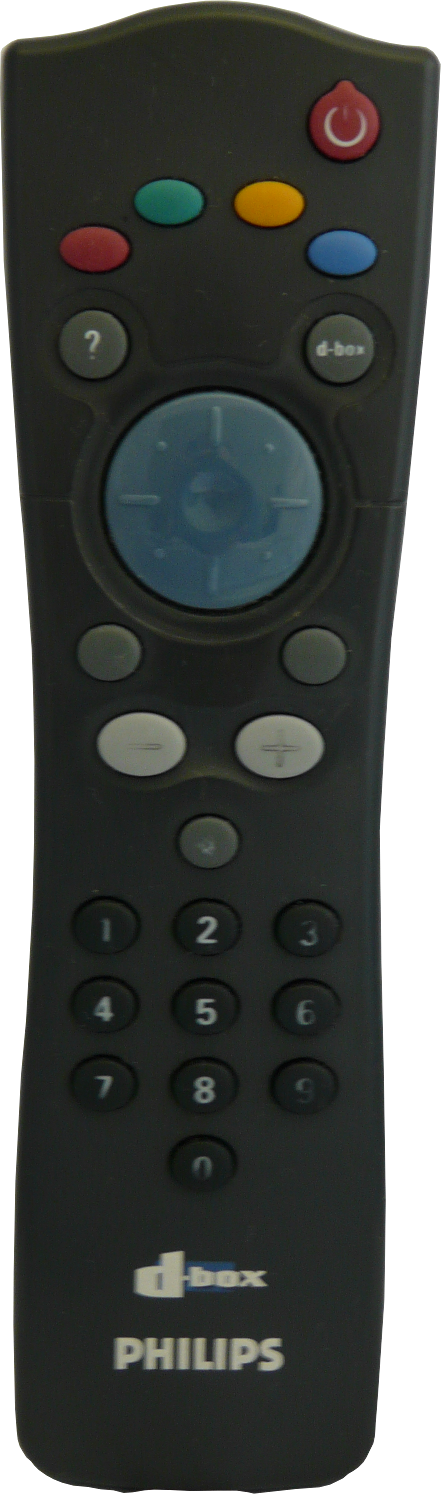
Dálkový ovladač pro d-box 2 firmy Philips

Přijímač DBox-2 měl následující parametry:
- Procesor: Motorola PPC 823 66 MHz
- Paměť: 8 MB Flash, 32 MB SDRAM (rozšiřitelná)
- Interní modem V.90
- Ethernetové připojení (10Base-T)
- Analogový a optický digitální zvukový výstup
- LCD Display (120 x 64 pixelů)
- Příkon za provozu 16 W, v pohotovostním režimu 14W, v režimu spánku 4W.

## Software
Protože původně dodávaný firmware s uživatelským rozhraním naprogramovaným v jazyce Java byl pomalý a měl omezenou funkčnost, vznikly dva projekty na vytvoření jeho náhrady. Prvním byl systém DVB98 (a novější verze DVB2000), který vyvinul pro DBox-1 Uli Herrmann (s přezdívkou Dr. Overflow). Druhým byl projekt TuxBox, který vytvořil několik uživatelských rozhraní pro operační systém Linux.
Systém DVB98 byl naprogramovaný v assembleru a byl k dispozici zdarma. Pokročilejší verze DVB2000 byla za poplatek okolo 50 DEM.
V rámci projektu Tuxbox byl pro DBox-2 v letech 2000-1 vyvinuta úprava OS Linux a několik uživatelských rozhraní:
- Neutrino – vyvíjené ještě v roce 2018[5]
- Enigma – novější verze Enigma2 vyvinutá firmou Dreambox[6] se stala základem většiny později vyvíjených DVB přijímačů s Linuxem
- Design Lcars (nazvaný podle počítače ze Star Treku)
- EliteDVB